# Adelacris atrocephala
Adelacris atrocephala is een rechtvleugelig insect uit de familie veldsprinkhanen (Acrididae). De wetenschappelijke naam van deze soort is voor het eerst geldig gepubliceerd in 1908 door Bruner.